# Philip H. Dybvig
Philip H. Dybvig (n. 22 mai 1955, Gainesville, Florida, SUA) este un economist american, profesor de Finanțe și Bănci la Olin Business School de la Washington University din St. Louis. În 2022 i-a fost decernat Premiul Nobel pentru Științe Economice, alături de Ben Bernanke și Douglas Diamond, „pentru cercetarea cu privire la bănci și crizele financiare”.